# André Migdal
Pour les articles homonymes, voir Migdal.
André Migdal (21 juin 1924-19 février 2007) est un résistant français.

## Biographie

### Origine
André Migdal est né en Eure et Loir.

### La Seconde Guerre mondiale
Engagé aux Jeunesses communistes, il est arrêté le 24 juin 1941 avec ses deux frères et incarcéré à la prison de Fresnes. Libéré à 18 ans et demi, il est de nouveau arrêté le 24 septembre 1942, interné en 1943 au camp de Voves, puis déporté à Neuengamme. Son futur beau-père est exécuté au Mont-Valérien le 11 août 1942. Il prend part aux « marches de la mort » en mars-avril 1945. Le 29 avril, il est embarqué sur le Cap Arcona, un navire du Troisième Reich que les Nazis prévoyaient de couler. Il est ensuite transféré sur l’Athen, et parvient à survivre après que ce dernier hisse le drapeau blanc, à la suite de l'attaque de la Royal Air Force.

### L'écrivain
Membre du Parti communiste français, il est, pour ses activités de résistant, officier de la Légion d'honneur, commandeur dans l'Ordre national du Mérite, médaillé de la Résistance et, pour ses écrits,  chevalier des Arts et des Lettres. Il écrit après la guerre Les Plages de sable rouge, dans lequel il raconte « La tragédie de Lübeck » ainsi que Poésies d'un autre monde parue en 1975 ;  en 2004, il publie pour Bayard Jeunesse, le livre « J'ai vécu les camps de concentration »  et en (2006), le livre « Chronique de la base » basée sur la vie dans le Kommando de Bremen-Farge.
En plus de ses activités de poète et d'écrivain, il est président d'associations de déportés résistants, et notamment président de la section FNDIRP du 10e arrondissement de Paris, qu'il n'avait jamais quitté. Il y fut particulièrement actif en y présentant notamment, sa pièce de théâtre La légende de Sylvina et des petits souliers.
Il dédie sa vie à témoigner sur les camps de concentration et le nazisme, depuis son retour des camps. Il raconte son périple dans les lycées, les collèges, les écoles, les entreprises, et fait partie du jury du Prix de la Résistance. Deux jours avant de mourir, il est, pour ce prix, dans un lycée de Rambouillet avec des élèves.
Il est interviewé dans le film documentaire Les Morts du dernier jour de Lawrence Bond (France 5 & Planète) sur le naufrage de l'Athen le 3 mai 1945.
Il meurt en 2007 et est inhumé au cimetière du Père-Lachaise (8e division).
Depuis le 23 juin 2011, une salle de la mairie du 10e arrondissement de Paris porte son nom. 

#### Interprétation de ses œuvres

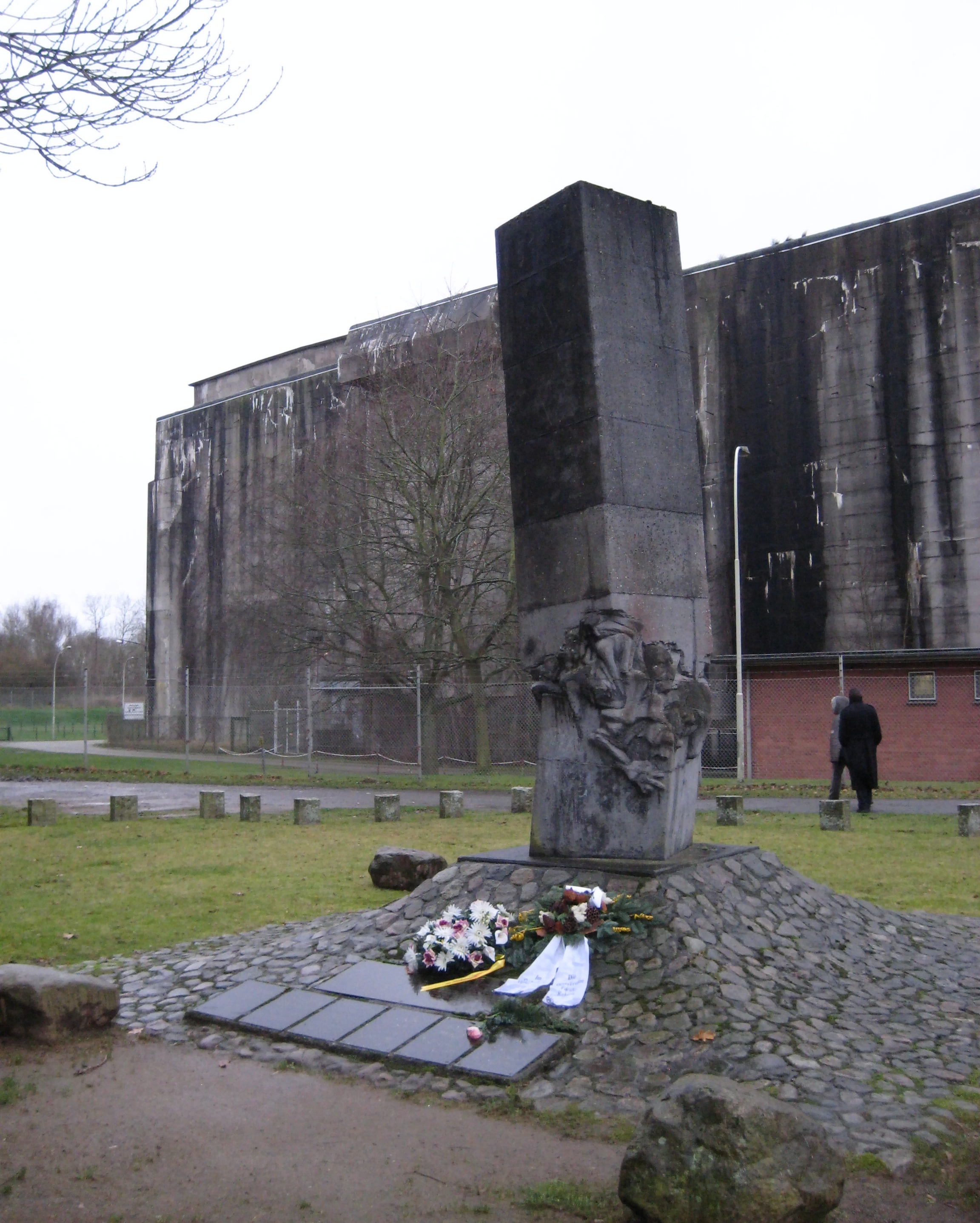
Monument du Vernichtung durch Arbeit (Extermination par le travail) devant le bunker à U-Boot « Valentin » à Brême-Rekum (2009).

Ses poèmes « Chants et poèmes concentrationnaires » ont été récités et édités par Mouloudji. La mise en musique du poème « Cantate pour la vie », par Michael Letz, fut jouée en 1983 à la cathédrale de Brême, sous la direction de Maxime Chostakovich, le fils du compositeur russe Dmitri Chostakovitch, et en 2000 à la base sous-marine de Brême, lieu de sa captivité.

#### Extrait
Extrait des Plages de Sables Rouges :
« C’est à Voves que j’ai appris à vivre,

à devenir un homme ;

C’est dans ce camp que mes yeux se sont ouverts à l’encre fraternelle

tremplin des jours d’espoirs,

bien au-delà des fers fabriqués par les monstres ».

## Publications
- Poésies d'un autre monde. Fresnes 1941–Neuengamme 1945. Seghers, Paris 1975, o. ISBN. (avec une préface de Marcel Mérigonde)
- Les plages de sable rouge. La tragédie de Lübeck, 3 mai 1945. NM7 éditions, Paris 2001,  (ISBN 2-913973-20-5).
- J’ai vécu les camps de concentration. La Shoah. 4. Auflage. Bayard jeunesse, Paris 2004 (= Collection: J’ai vécu),  (ISBN 2-7470-1441-X). (avec Véronique Guillaud)
- (de) Hortensien in Farge. Überleben im Bunker „Valentin“. Éditeurs : Bärbel Gemmeke-Stenzel, Barbara Johr, Donat Verlag, Brême 1995,  (ISBN 3-924444-88-9). (avec Raymond Portefaix et Klaas Touber)